# Хоронобе
Хоронобе (яп. 幌延町 Хоронобэ-тё:) — посёлок в Японии, находящийся в уезде Тесио округа Соя губернаторства Хоккайдо. Площадь посёлка составляет 574,27 км², население — 2526 человек (30 июня 2014), плотность населения — 4,40 чел./км².

## Географическое положение
Посёлок расположен на острове Хоккайдо в губернаторстве Хоккайдо. С ним граничат посёлки Накатомбецу, Хаматомбецу, Тоётоми, Тесио, Накагава и село Саруфуцу.

## Население
Население посёлка составляет 2526 человек (30 июня 2014), а плотность — 4,40 чел./км². Изменение численности населения с 1980 по 2005 годы:
| Неверный параметр |

## Символика
Деревом посёлка считается Picea glehnii, цветком — Primula takedana.